# Laccophilus castaneus
Laccophilus castaneus är en skalbaggsart som beskrevs av Guignot 1956. Laccophilus castaneus ingår i släktet Laccophilus och familjen dykare. Inga underarter finns listade i Catalogue of Life.